# بيكزاد نورداوليتوف
بيكزاد نورداوليتوف مواليد 10 أبريل 1998 في جاناوزن، كازاخستان، هو ملاكم محترف كازاخستاني.

## إحصائيات
خاض خلال مسيرته 25 نزالا، فاز في 18 ولم يتعادل وخسر في 7 نزالات.

## روابط خارجية
- بيكزاد نورداوليتوف على موقع بوكس ريك (الإنجليزية) (registration required)
- بيكزاد نورداوليتوف على موقع اللجنة الأولمبية الدولية (الإنجليزية)
- بيكزاد نورداوليتوف على موقع أوليمبيديا (الإنجليزية)